# 'Onsori

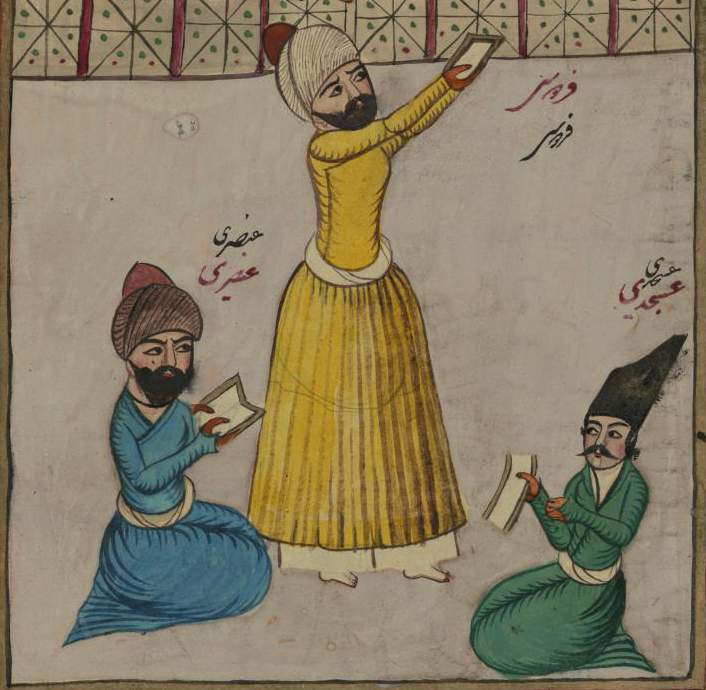
I poeti Firdawsi, 'Unsuri e 'Asjadi.

Abu 'l-Qasim Hasan 'Onsori Balkhi (persiano: ابوالقاسم حسن عنصری بلخی; Balkh, ... – 1039/1040) è stato un poeta persiano del X/XI secolo.

## Biografia
Poeta panegirista che si colloca agli inizi della letteratura persiana. Nato a Balkh, nell'odierno Afghanistan, non si conosce la data precisa della sua nascita. Certo è che suo padre fosse un mercante e che il figlio volesse seguire le sue orme. Difatti alla morte del padre eredita tutta la mercanzia, ma durante uno spostamento viene depredato di tutti i suoi averi. Decide così di dedicarsi allo studio delle belle lettere e della retorica. Grazie alla sua abilità nel comporre qaside panegiristiche, entra nelle grazie di Sebuktegin, governatore del Khorasan e fratello minore di Mahmud di Ghazna, alla presenza del quale verrà condotto proprio da Sebuktegin.
L'impressione che farà al sultano ghaznavide sarà così buona, che gli farà guadagnare il posto di capo dell'entourage degli oltre 400 panegiristi che lavoravano alla corte di Mahmud di Ghazna, con il titolo onorifico di "Re dei Poeti", coniato apposta per lui.
La sua posizione era così importante che ogni qaṣīda composta alla corte ghaznavide, doveva venire sottoposta a lui prima di poter essere ascoltata dal sultano Mahmud e, oltre a procurargli immense ricchezze e lodi, non mancò di procurargli anche l'invidia di alcuni panegiristi di Mahmud, i quali però non si azzardarono mai ad attaccarlo prima della sua morte che sopraggiunse dopo quella del sultano, nel 1039/1040. 'Onsori lavorò infatti anche alla corte del figlio di Mahmud, Mas'ud.

## Opere
Di tutto il suo diwan, composto originariamente di oltre 30000 versi, per la maggior parte qaside e mathnavi epici, sopravvivono ad oggi fra i 2500 e i 3000 versi, raccolti nei vari dizionari persiani come il Loghat-e Fârs di Asadi. Alcune sue opere sono:  
- Khezâne-ye Yaminoddowle (Il Tesoro della Mano Destra del Regno), Mathnavi epico, andato perduto;

- Vâmeq o 'Adhrâ, se ne è conservata una traduzione in turco;

- Kheng bot o sorkh bot (L'Idolo Bianco e l'Idolo Rosso), raccolta di versi andata perduta;

- Šâdbahr o 'eyno 'l-Ḥayât (L'Allegro e la Sorgente della Vita), poema epico di cui sono sopravvissuti alcuni versi.

## Stile
Con 'Onsori la tipologia della qaṣīda, iniziata da Rudaki, viene portata alla perfezione.
Nonostante la sua musicalità sia decisamente inferiore a quella di Rudaki, 'Onsori compensa con un'eccezionale virtuosità nell'espressione, infatti nelle sue qaside dalla costruzione sapiente e quadrata, come quelle di Farrokhi, dimostra anche un'eccezionale abilità nel variare sui temi tipici della sua poetica.
'Onsori, in quanto esponente della cosiddetta "Pleiade ghaznavide" insieme a Farrokhi e a Manuchehri, compone secondo lo stile khorasanico: le sue composizioni hanno quindi un carattere essenzialmente ornamentale.

## Temi
Nelle qaside elegiache, prevale l'elencazione delle virtù fisiche e morali dell'amato, che è ovviamente il sovrano, ma non manca il tema del dolore per amore: il poeta dichiara di sentirsi addolorato per l'eccessiva bellezza del sovrano/amato e si chiede cosa potrà mai proteggerlo da questa eccessiva bellezza che gli costringe il cuore. La risposta è logica: il cuore del poeta trarrà sollievo solo dal servizio del Giusto Re.
Sono presenti anche descrizioni naturalistiche che dimostrano una spiccata tendenza al “quadretto”.

### Opere di riferimento sulla letteratura persiana
- E. Berthels, Ocerk persidskoj literatury, Leningrado 1928
- (EN)  Edward Granville Browne, A Literary History of Persia, 4 voll., Cambridge 1951-53 (più volte ristampato)
- (EN) Jan Rypka, History of Iranian Literature, Dordrecht, Reidel, 1968.
- (EN) Arthur John Arberry, Classical Persian Literature, Londra, George Allen & Unwin, 1958.
- Antonino Pagliaro e Alessandro Bausani, La letteratura persiana, Firenze, Sansoni, 1968.
- Angelo Michele Piemontese, Storia della letteratura persiana, Milano, Fabbri, 1970.
- Natalia Lucietta Tornesello, La letteratura persiana contemporanea tra novazione e tradizione, in Oriente Moderno, XXII, n. 1, 2003.
- Daniela Meneghini Correale, Letteratura persiana in epoca selgiuchide (429-615/1037-1218), Venezia, Cafoscarina, 2004, ISBN 88-7543-064-0.
- Carlo Saccone, Viaggi e visioni di re, sufi, profeti, collana Storia tematica della letteratura persiana classica, vol. 1, Milano, Luni, 1999, ISBN 88-7984-188-2.
- Carlo Saccone, Il maestro sufi e la bella cristiana: poetica della perversione nella Persia medievale, collana Storia tematica della letteratura persiana classica, vol. 2, Roma, Carocci, 2005, ISBN 88-430-3262-3.
- Johann Christoph Bürgel, Il discorso è nave, il significato un mare: saggi sull'amore e il viaggio nella poesia persiana medievale, a cura di Carlo Saccone, Roma, Carocci, 2006, ISBN 88-430-3717-X.

### Traduzioni italiane
- Rita Bargigli (a cura di), I poeti della Pleiade ghaznavide, Milano, Ariele, 1995, ISBN 88-86480-33-4.